# Mariana Percovich
Mariana Percovich   (Montevideo, 1 de desembre de 1963) és una dramaturga, docent, directora de teatre i política uruguaiana.
Es va graduar com a professora de literatura a l'Institut de Professors Artigas (IPA) de Montevideo. Abans de la seva reintegració a l'EMAD havia estat Coordinadora d'Arts Escèniques del Ministeri d'Educació i Cultura (MEC) del seu país, on va estar quatre anys. Ha guanyat el Premi Florencio en dues ocasions. Des de 2007 forma part de la companyia Complot. Des 2015 és Directora de Cultura de la Intendència de Montevideo.

## Trajectòria
En la seva infantesa, Percovich ja li agradava el teatre per influència dels seus pares, que la van ajudar a ser una «espectadora conscient», encara que tenia decidit no ser actriu. Abans de començar la seva carrera teatral va treballar com a periodista cultural en diferents mitjans, com en el setmanari Cerca, on va ocupar el lloc d'editora de la secció de cultura, i també com a professora de literatura en diferents escoles de teatre.
El seu primer contacte amb la direcció teatral ho va tenir pel suport del director Carlos Aguilera, qui li va permetre ser el seu assistent en tots els assajos de la seva obra Ya nadie recuerda a Frederick Chopin, el 1982, quan ella tenia 19 anys.
A causa de la falta d'ofertes de preparació per a directors teatrals, Percovich es va formar sota la tutoria de Carlos Aguilera, així com dels també directors teatrals Héctor Manuel Vidal, Jorge Curi i Eduardo Schinca i també del seu pare, qui «ens feia mirar l'arquitectura. Des de molt noia em va obligar a ser molt observadora de la meva ciutat».
Va continuar la seva preparació a Europa quan va ser becada pel Royal Court Theatre de Londres, on va tenir com a tutors a Steven Berkoff i Steven Daldry, entre d'altres. També va estar al Teatre Obert de París, on va ser resident.
El 2004 va iniciar el seu primer període com a directora de l'Escola Municipal d'Art Dramàtic (EMAD), el qual va durar tres anys, fins a 2007, quan va renunciar al seu lloc per diferències professionals amb els docents de l'escola. Posteriorment va ser Coordinadora d'Arts Escèniques del Ministeri d'Educació i Cultura de l'Uruguai, on va treballar sota la direcció del poeta i assagista Hugo Achugar, Director Nacional de Cultura.
El 2007 va integrar la companyia COMPLOT amb el dramaturg i director de teatre Gabriel Calderón, el coreògraf Martín Inthamoussú i amb l'actor i director de teatre Ramiro Perdomo. La seva primera producció amb la nova companyia va ser Una lluvia Irlandesa, de l'autor mallorquí Josep Pere-Peyró.
Des 2012 a 2014 va ocupar novament la direcció de l'EMAD, on el seu nou projecte va ser la reformació del pla d'estudis de l'escola perquè la titulació de la mateixa aconseguís el grau de llicenciatura.
El 2015 va assumir la Direcció de Cultura de la Intendència de Montevideo.

## Estil de direcció personal
L'estil de direcció de Percovich ha destacat per «una investigació escènica sobre la relació entre l'espectador i l'espai», cosa que l'ha portat a muntar les seves obres tant en sales convencionals com en llocs no habituals, com ara edificis públics o històrics, bars, cavallerisses o estacions de tren.
Aquest estil ho va manifestar des de la seva primera obra, el 1995, Te casarás en América, la qual va ser presentada a la Sinagoga Hongaresa de Montevideo. La seva intenció des de llavors va ser la recerca de nous llenguatges generats per «l'aura i la simbologia que emergeix d'aquests llocs» per interactuar amb la seva infraestructura i donar-los un nou significat que serveixi com a desafiament per a l'espectador.
A la dècada del 1990, el seu estil es va veure influït per una obra d'Antonio Araujo, qui era seguit pel públic mentre representava la seva obra en els passadissos i escales de l'hospital abandonat Umberto Primo, a São Paulo, Brasil. Aquesta forma de representació la va usar posteriorment en les seves obres Destino de dos cosas o de tres, Juego de damas crueles, El errante de Nod i Pentesilea.

Percovich es va inspirar en el seu col·lega Roberto Bartís per definir la seva forma de veure el treball actoral i així transmetre als actors que treballen amb ella:
| «                                 | Un actor és un lladre de gestos en la mesura que ha de prendre la realitat com a model, i també ell és part d'aquesta realitat. Però és molt important que tingui opinió. No crec en l'actor repetidor d'un text. Ja no apostem als «caps parlants». Un actor és gent amb ànima, cor i tècnica, però també opinió. De la realitat que tinc com a model, jo selecciono el que prenc ... Quan un va a veure a un personatge, en realitat va a veure en tal fent d'aquest personatge. D'una altra forma, quin sentit tindria tornar a veure Hamlet? | » |
| — Mariana Percovich, març de 2012 | |   |

## Obres

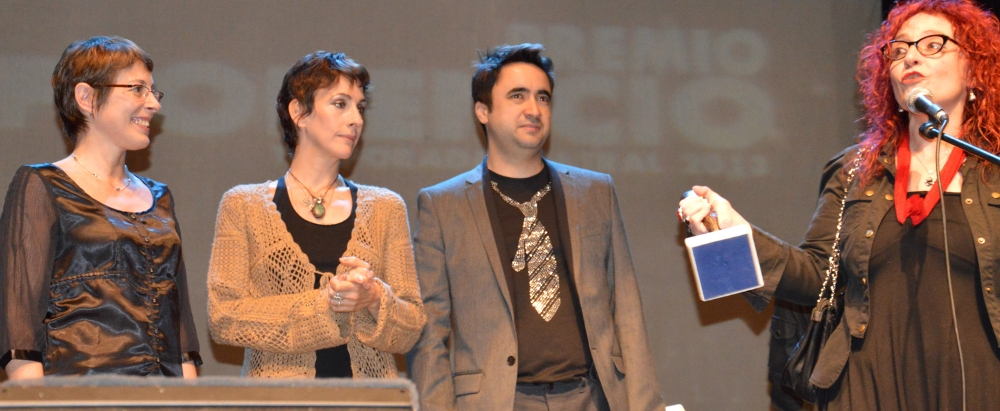
Mariana Percovich, Directora de Las Descentradas, rebent el Premi Florencio 2013 al millor espectacle

Entre les obres que Percovich ha dirigit es troben:
- Te casarás en América, 1995
- Destino de dos cosas o de tres, 1996
- Juego de damas crueles, 1997
- Extraviada, 1998
- Alicia underground, 1998
- Cenizas en mi corazón, 1999
- Proyecto feria, 2001
- El errante de Nod, 2002
- Yocasta - Una Tragedia (Artefato, 2006)
- Playa desierta, 2007
- For Export del Uruguay, 2008
- Medea del Olimar, 2009
- Chaika, 2009
- Cuartito Azul. Melodrama caleidoscópico y tanguero, 2010
- Pentesilea, 2011
- Clitemnestra, 2012
- Las Descentradas, 2013
- Proyecto Felisberto, 2013
- Algo de Ricardo, 2014
- Mucho de Ofelia, 2015

L'obra Juego de damas crueles ha estat la més premiada de Percovich. Per ella va rebre dues vegades el Premi Florencio, un pel millor espectacle i una altra com a millor directora.
El Proyecto Feria va ser un projecte de treball de carrer creat per Percovich com a resposta a una invitació del Festival Internacional Mercosur, de Córdoba (Argentina), que es va dur a terme per les diferents fires de la ciutat. Per a la seva execució, Percovich va escollir dos models de fira: la de fenòmens i la convencional. El projecte va representar per a ella el resum d'una recerca de la integració de l'art amb la identitat nacional de sis anys. Després de la seva presentació a Córdoba, el projecte es va dur a terme a Montevideo, un any després.
Cenizas en mi corazón, Extraviada i Yocasta han estat publicades a l'Uruguai, França i l'Argentina en castellà, anglès i francès.
A més de les seves presentacions a Montevideo, les seves obres han estat presentades també a Santiago de Xile, Buenos Aires, Córdoba, São Paulo, Curitiba, Barcelona, Madrid, Londres i Nuevo León (Mèxic), entre altres ciutats. Com a docent desenvolupa una trajectòria nacional i internacional en direcció i actuació.
Des de juliol de 2015 és Directora de Cultura de la Intendència de Montevideo.

## Premis rebuts
A més del Premi Florencio, Percovich ha obtingut el Premi ITI (Institut Internacional de Teatre) per Te casarás en América, el Premi Morosoli de Plata per Extraviada, així com els premis Iris, Molière, MEC i Gralha Blava.